# Norrköpings tullar

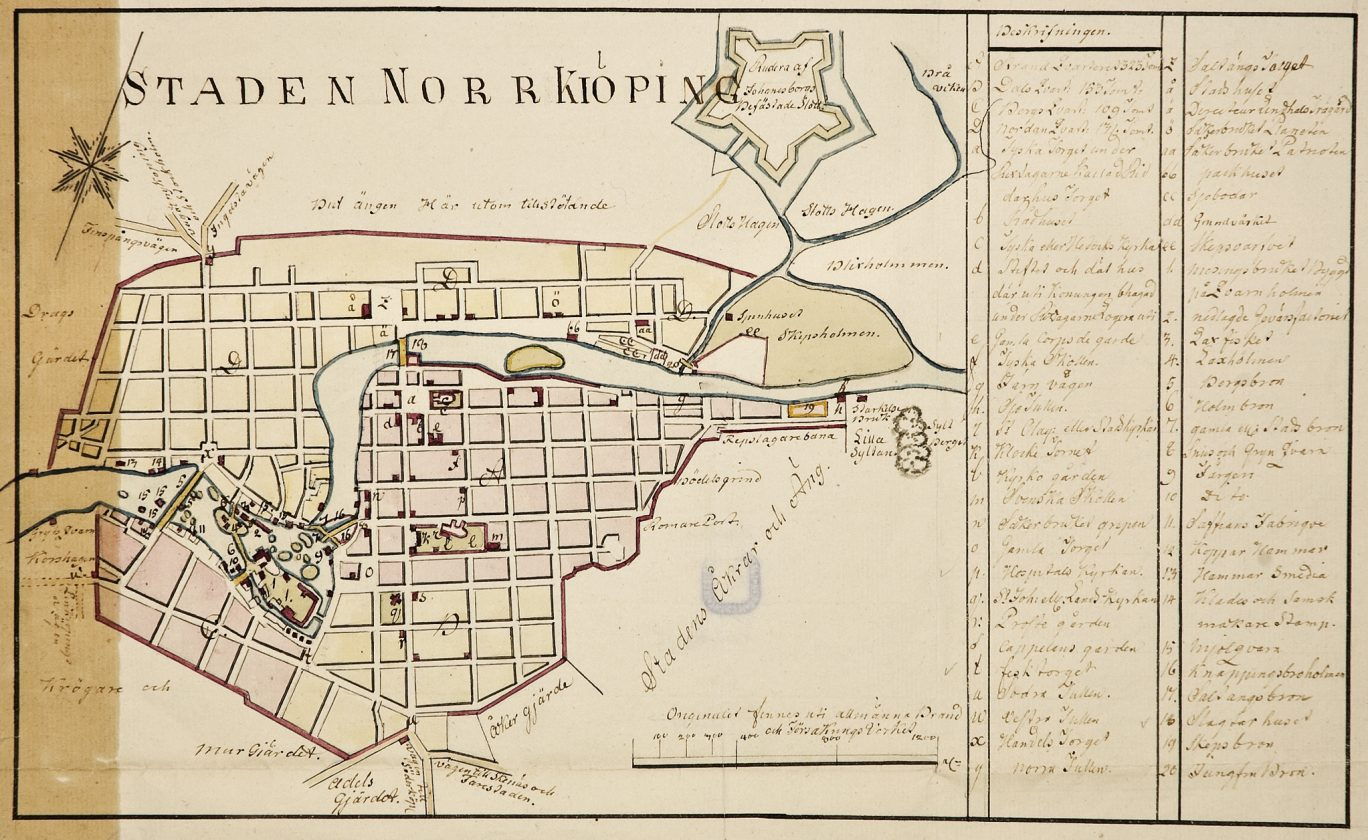
Karta över Norrköping 1800, med tullstugorna utmärkta

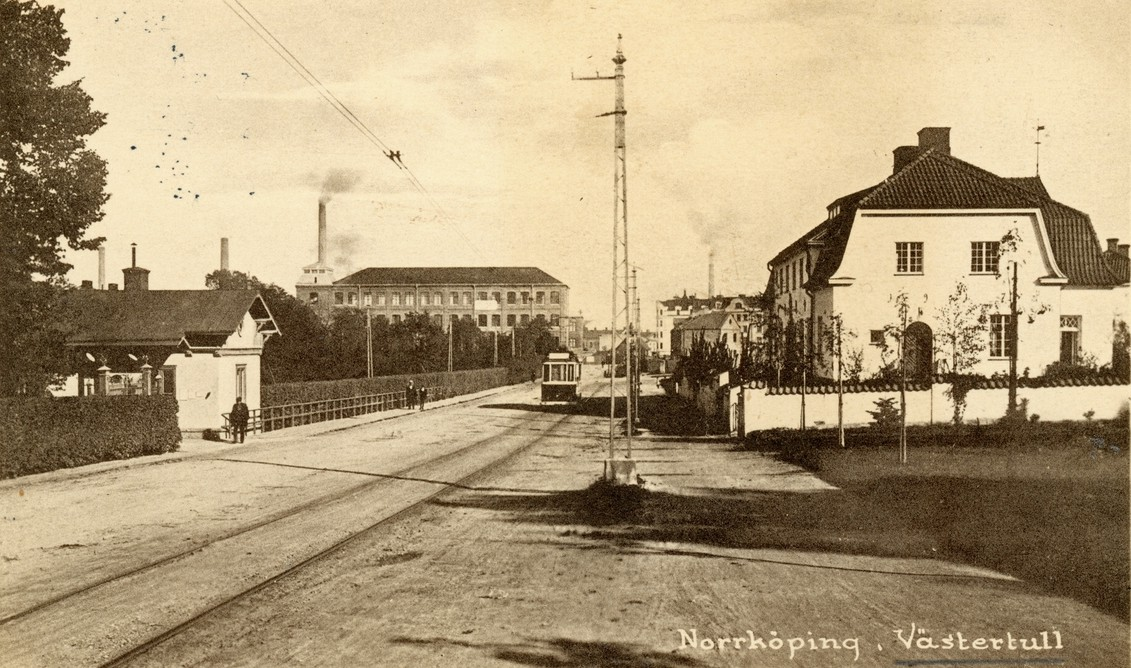
Västertull i Norrköping med spårvagn på Borgslinjen, till eller från Kneippbadens station. Fotot är taget efter 1906.

Norrköpings tullar var tullportar för stadstullar, som var i bruk i Norrköpings stad från 1620 fram till 1810. De var de platser, där bönder och handelsmän hade att betala skatt på till staden införda varor.
1622 års riksdag beslöt att införa Lilla tullen, innebärande en tullavgift för varor som forslades in till städerna, utifrån vikt, volym eller cirka 3% av varuvärdet.
Tullavgifterna utgjorde cirka 10% av landets inkomster under 1600-talet och var därmed en viktig post i landets ekonomi. Därutöver inkasserades avgifter för varuinförsel från utlandet genom Stora tullen.
Norrköping - och andra städer - var omgärdade av tullstaket med tullstugor och portar vid infartsvägarna. Det fanns tre tullportar till landsvägarna samt en fjärde tullstation för Lilla sjötullen i hamnen på södra sidan av Motala ström. Dessutom fanns några mindre portar för persontrafik, till exempel Slottsgrinden på Slottsgränd på Saltängen på väg till Johannisborg och Slottshagen. Ett sådant tullstaket blev färdigt 1640, varav ett stycke ersattes efter något år med en stenmur. På 1700-talet bestämdes att tullstaketet skulle vara minst 1,5 meter högt.
Vid arkeologiska undersökningar på Saltängen konstaterades att tullstaketet där i början av 1700-talet hade byggts med stående plankor på stadens norra sida, medan det på östra sidan ner mot hamnen utgjordes av en enklare gärdesgård.

## Tullar
- Norr Tull låg strax norr om korsningen mellan Kungsgatan och Slottsgatan. Där sammanstrålade landsvägarna från Finspång och Stockholm samt vägen från Ståthöga gård och Ingelsta. (58°35′43″N 16°10′33″Ö / 58.59528°N 16.17583°Ö)
- Väster Tull låg vid Sankt Persgatan, strax väster om korsningen med nuvarande Kungsgatan. Därifrån gick landsvägen till Linköping.(58°35′14″N 16°10′32″Ö / 58.58722°N 16.17556°Ö)
- Söder Tull låg vid Drottninggatans södra ände, strax söder om korsningen med Sankt Persgatan. Därifrån ledde vägar till bland annat Söderköping och Vikbolandet.(58°35′05″N 16°11′25″Ö / 58.58472°N 16.19028°Ö)
- Lilla Sjötullen låg på södra sidan av Motala ström, mitt emot Skeppsholmen.(58°35′43″N 16°12′20″Ö / 58.59528°N 16.20556°Ö)